# غابات الكونغو المطيرة
غابات الكونغو المطيرة هي حزام عريض من غابات الأراضي المنخفضة الاستوائية الرطبة عريضة الأوراق التي تمتد عبر حوض نهر الكونغو وروافده في وسط أفريقيا. غابات الكونغو هي ثاني أكبر غابة استوائية في العالم بعد غابات الأمازون.